# Haier
Haier (chinesisch 海尔, Pinyin Hǎiěr [˨˩˦ xai ˧˥ ɤɻ]; englische Eigenbezeichnung Haier Group; handelsrechtlich Haier Smart Home Co., Ltd.) ist ein chinesischer Industriekonzern und seit 2009 mit 5,1 % Marktanteil weltweit einer der Marktführer im Bereich Haushaltsgroßgeräte; bis 2020 stieg der weltweite Marktanteil auf 16,5 %. Haier wurde innerhalb von 20 Jahren von einer einfachen Kühlschrankfabrik zum multinationalen Konzern.
Die Haier Smart Home Co. ist ebenso wie ihre Tochtergesellschaft Haier Electronics Group börsennotiert.

## Geschichte

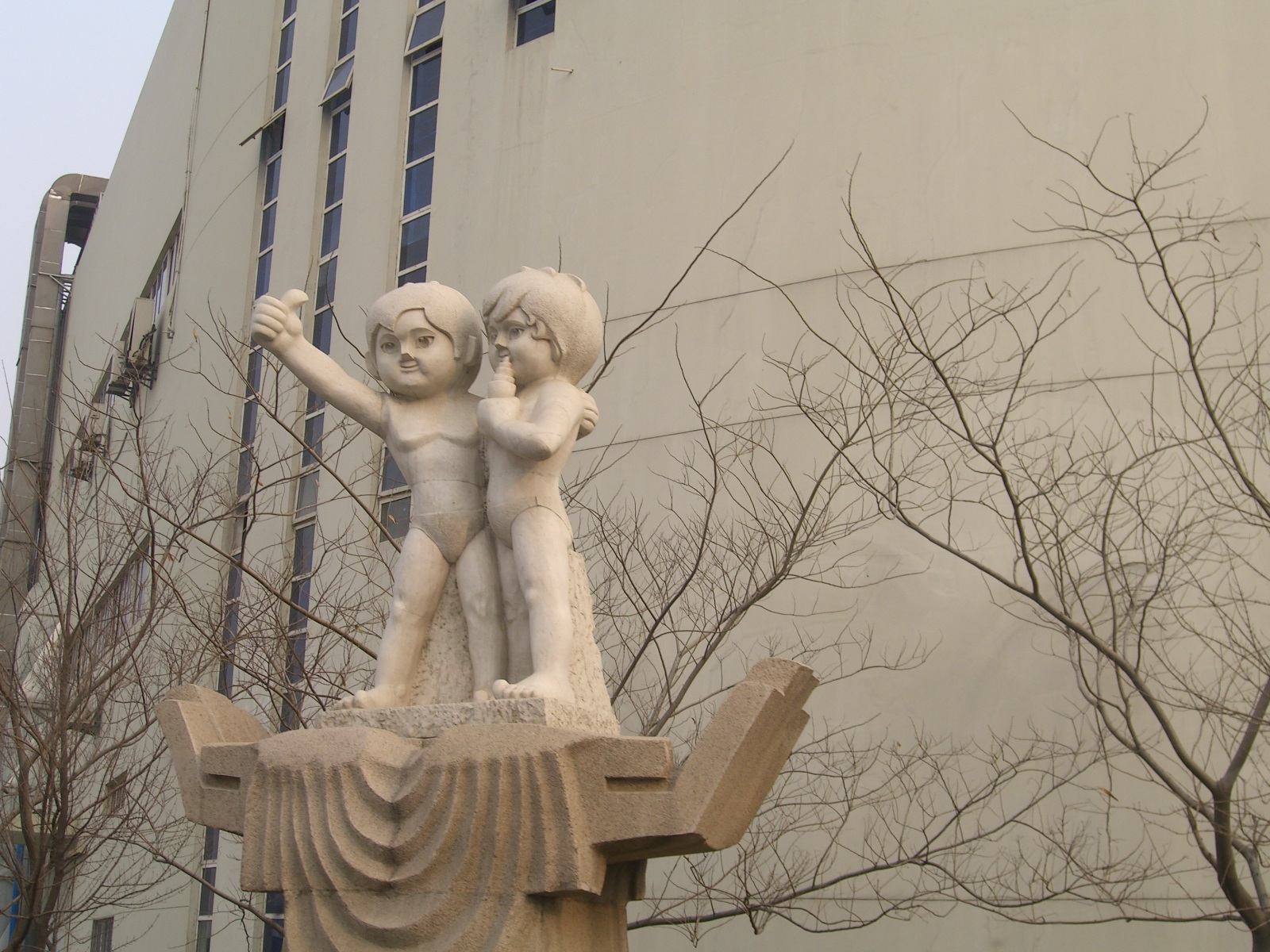
Altes Haier-Logo vor dem Werk in Qingdao

Als Qingdao Refrigerator Co. wurde Haier 1984 im chinesischen Qingdao gegründet. Das Unternehmen hatte in den frühen Jahren eine Kooperation mit dem Unternehmen Liebherr-Hausgeräte. Das Logo stammt aus der Zeit der Kooperation und sollte mit einem asiatischen und einem europäischen Jungen das gemeinsame Heranwachsen verdeutlichen. Im Jahr 1991 erfolgte eine Umbenennung in „Qingdao Haier“ und 1992 in „Haier“ bzw. „Haier Group“. Der Name Haier leitet sich von der zweiten Silbe des deutschen Unternehmens Liebherr ab (chinesisch 青岛—利勃海尔, Pinyin qīngdǎo—lìbóhǎiěr). Seit Juni 2019 firmiert das Unternehmen unter Haier Smart Home.
Die geplante Übernahme des US-Hausgeräteherstellers Maytag Corporation scheiterte 2005 an Bedenken auf chinesischer Seite, woraufhin der Haier-Konkurrent Whirlpool für Maytag 2 Milliarden Euro zahlte. Weltweit arbeiteten 2006 mehr als 50.000 Menschen für Haier und erwirtschafteten einen Umsatz von 16 Milliarden Dollar. 2011 stieg der Umsatz auf 151 Milliarden Yuan (24,2 Milliarden US-Dollar), die mit 70.000 Mitarbeitern erzielt wurden. Ebenfalls 2011 übernahm Haier den Haushaltsgeräte-Bereich von Sanyo. Im November 2012 kaufte Haier für 760 Millionen US-Dollar rund 70 % des neuseeländischen Konzerns Fisher & Paykel, nachdem davor schon etwa 20 % im Besitz von Haier waren.
Im Januar 2016 gab Haier die Übernahme der Hausgerätesparte GE Appliance vom amerikanischen Mischkonzern General Electric bekannt. Der Kaufpreis betrug 5,4 Mrd. US-Dollar. Abgewickelt wurde die Übernahme über das börsennotierte Unternehmen Qingdao Haier, das sich zu 41 % im Besitz der Haier Group befindet.
Im Oktober 2018 erwarb Haier für 475 Mio. Euro den italienischen Haushaltsgerätehersteller Candy, der insbesondere für seine Waschmaschinen bekannt ist und in Südeuropa, der Türkei und Russland gute Marktpositionen innehat.
In Deutschland sowie Österreich ist die Gruppe seit dem Jahr 2006 durch die Haier Deutschland GmbH mit Sitz in Bad Homburg vertreten, welche später nach München umgezogen ist. In Nürnberg wird ein Forschungs- und Entwicklungszentrum betrieben. Die europäische Zentrale von Haier Europe befindet sich in Brugherio, Italien.

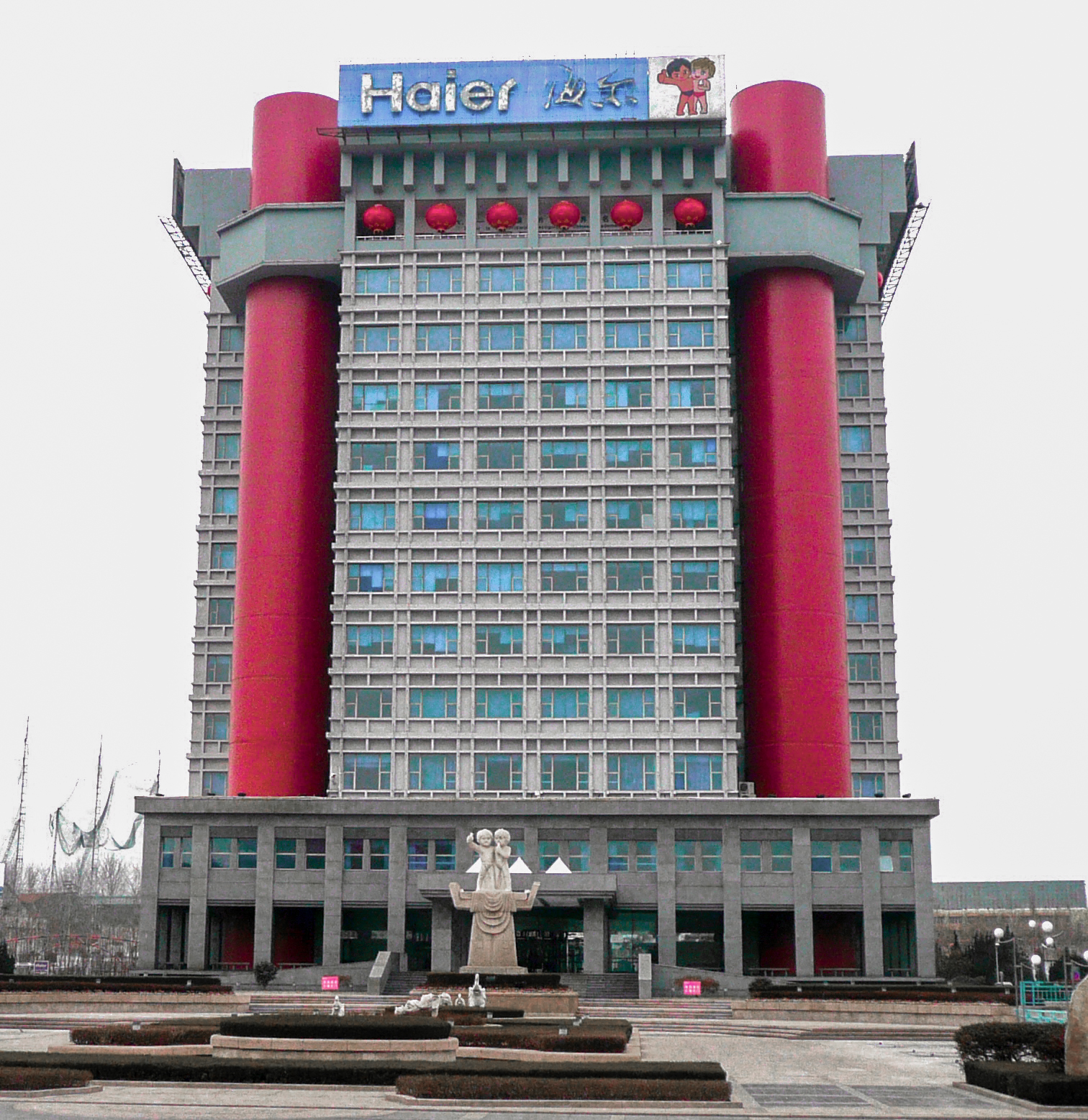
Hauptgebäude der Haier Group in Qingdao

## Forschung und Entwicklung
Seit 1995 erhöhte Haier seine Investitionen in Forschung und Entwicklung deutlich. Waren 1995 noch keine Patente angemeldet, waren es 2007 ca. 200 Patent- sowie 200 Gebrauchsmusteranmeldungen.
Ab 2005 führte Haier mit dem Rendanheyi (人单合, kurz: RDHY, etwa „Hersteller-Kunden-Integration“) genannten und mehrmals durchgeführten Reformansatz eine Dezentralisierung von Produktentwicklung und strategischem Management ein, deren wesentliche Neuerungen neben der Nutzung von Open Innovation und Ko-Kreation seit 2014 in der Schaffung sogenannter Xiaowei Qiye (kurz: ZZJYT, „Mikro-Unternehmen“) bestand. Diese Tochterunternehmen, Abteilungen oder auch Produktteams erhielten weitgehende Autonomie bei der Priorisierung von Vorhaben, der Anbahnung interner und externer Partnerschaften, Personalwesen, Preissetzung und der Zahlung von Mitarbeiterboni.

## Produktion
Im Jahr 2014 beschäftigte Haier 70.000 Mitarbeiter und besaß 29 Fabriken weltweit, davon 13 in China. In Europa werden im italienischen Campodoro Kühlschränke montiert. 50 % der Teile werden dazu aus Asien importiert. Haier besitzt Fertigungsstätten in fünf afrikanischen Ländern: Tunesien, Nigeria, Ägypten, Algerien und Südafrika. In den Vereinigten Staaten gibt es zwei Werke in Camden und in South Carolina.
Haier produziert eine Produktpalette für die Ausstattung von privaten Haushalten, nämlich Durchlauferhitzer, Waschmaschinen, Gasherde, Mikrowellenherde bis hin zu kompletten Küchen. Die Vorzeigeprodukte sind dabei Kühl- und Gefriergeräte, Klimageräte, Waschmaschinen und Staubsauger. Weiterhin versucht sich das Unternehmen, mit AV- und ITK-Produkten zu diversifizieren. Außerdem gibt es eine Sparte für Pharmazieprodukte und Dienstleistungen.

## Marken
Zu Haier Europe gehören folgende Marken:
- Haier
- Candy (seit 2018)
  - Hoover (der europäische Ableger von Hoover gehört seit 1995 zu Candy)
  - Rosières
- Fisher & Paykel
- GE Appliances (seit 2016)
- Baumatic
- Iberna
- Jinling
- Otsein
- Süsler
- Vyatka
- Zerowatt

## Kritik
Haier fiel 2014 damit auf, Smartphones mit mutmaßlich bereits ab Werk installierter Malware auszuliefern.
Anfang 2024 ließ der Konzern Unterlassungserklärungen an einen Entwickler von Open-Source-Paketen senden, welche die Nutzung von Klimaanlagen des Herstellers ohne die Hersteller-Cloud mittels Home-Assistant ermöglichen.